# 埃登布里奇
埃登布里奇（Edenbridge）是英格蘭肯特郡的一個镇和民政教区，接近肯特郡和萨里郡的边境，人口約有8,000人。它位于梅德威河形成的泛滥平原上，梅德韦河的支流埃登河是以它的名字命名的。